# Soname
유닉스 운영 체제에서, soname이란 공유 오브젝트 파일 내의 한 필드를 말한다. soname은 버전 하위 호환성 정보를 시스템에 제공한다. 요컨대, 한 프로그램이 1.0 버전의 공유 오브젝트를 요청했으나, 시스템은 2.0 버전만 갖고 있다고 할 때, 공유 오브젝트 내의 soname 필드를 보고 시스템은 1.0 버전 대신 2.0 버전의 공유 오브젝트를 쓸 수 있는지 파악할 수 있다.

## 같이 보기
- 리눅스